# Via Agostino Depretis
Via Agostino Depretis är en gata i Rione Monti och Rione Castro Pretorio i Rom, vilken löper från Via Nazionale till Via Urbana. 
Gatan är uppkallad efter den italienske politikern Agostino Depretis (1813–1887).
I närheten av dagens gata låg under antiken Decem Tabernae (”de tio butikerna”). Under 1600-talet lät kardinal Flavio Chigi (1631–1693) i området uppföra en villa, vilken bland annat omfattade ett kuriosakabinett.

## Beskrivning
I början av gatan ligger den numera dekonsekrerade senbarockkyrkan San Paolo Primo Eremita, helgad åt Paulus av Thebe, renoverad av Clemente Orlandi mellan 1767 och 1775. Efter denna öppnar sig den exedra-formade Piazza del Viminale, anlagd 1929–1930 med en fontän i klassicerande stil av skulptören Publio Morbiducci. Piazzan domineras av Palazzo del Viminale, som utgör säte för Italiens inrikesministerium; palatset ritades av Manfredo Manfredi och uppfördes mellan 1912 och 1921.
Mittemot Piazza del Viminale – på andra sidan Via Agostino Depretis – låg tidigare Galleria Margherita med bland annat Cinema Orfeo. Vid nummer 14 var den åt Norbert av Xanten helgade kyrkan San Norberto all'Esquilino belägen, innan den revs i slutet av 1800-talet. På denna plats uppfördes åren 1914–1919 ett flerbostadshus efter ritningar av Marcello Piacentini. Bredvid detta byggdes mellan 1924 och 1925 Palazzo dell'Supercinema, ritat av Arnaldo Foschini och Attilio Spaccarelli; byggnaden inrymmer numera Teatro Nazionale.
En annan kyrkobyggnad i grannskapet var Santa Maria della Sanità, vilken revs omkring år 1884.
Längre ner vid gatan – i hörnet av Via Agostino Depretis och Via Cesare Balbo – ligger Istituto Nazionale di Statistica (ISTAT), inhyst i en byggnad uppförd 1929–1931. Institutet förfogar över ett bibliotek med omkring 150 000 volymer.

## Bilder

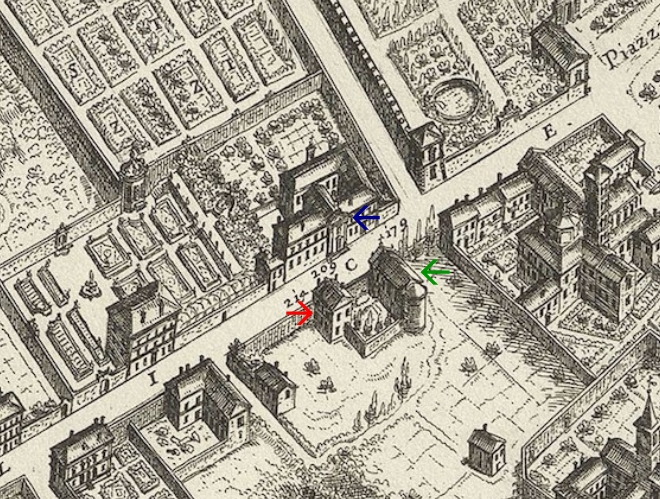
Kyrkorna San Paolo Primo Eremita (röd pil), San Norberto all'Esquilino (blå pil) och Santa Maria della Sanità (grön pil) på Giovanni Battista Faldas karta över Rom från år 1676.
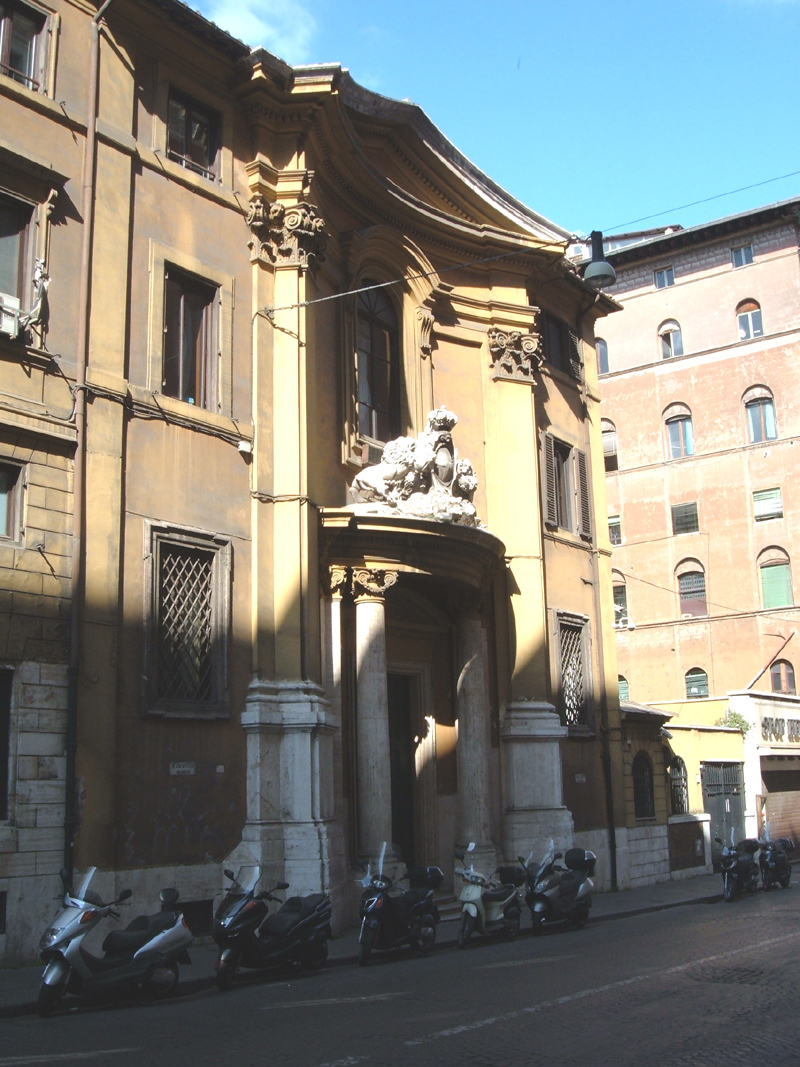
Den dekonsekrerade kyrkan San Paolo Primo Eremita.
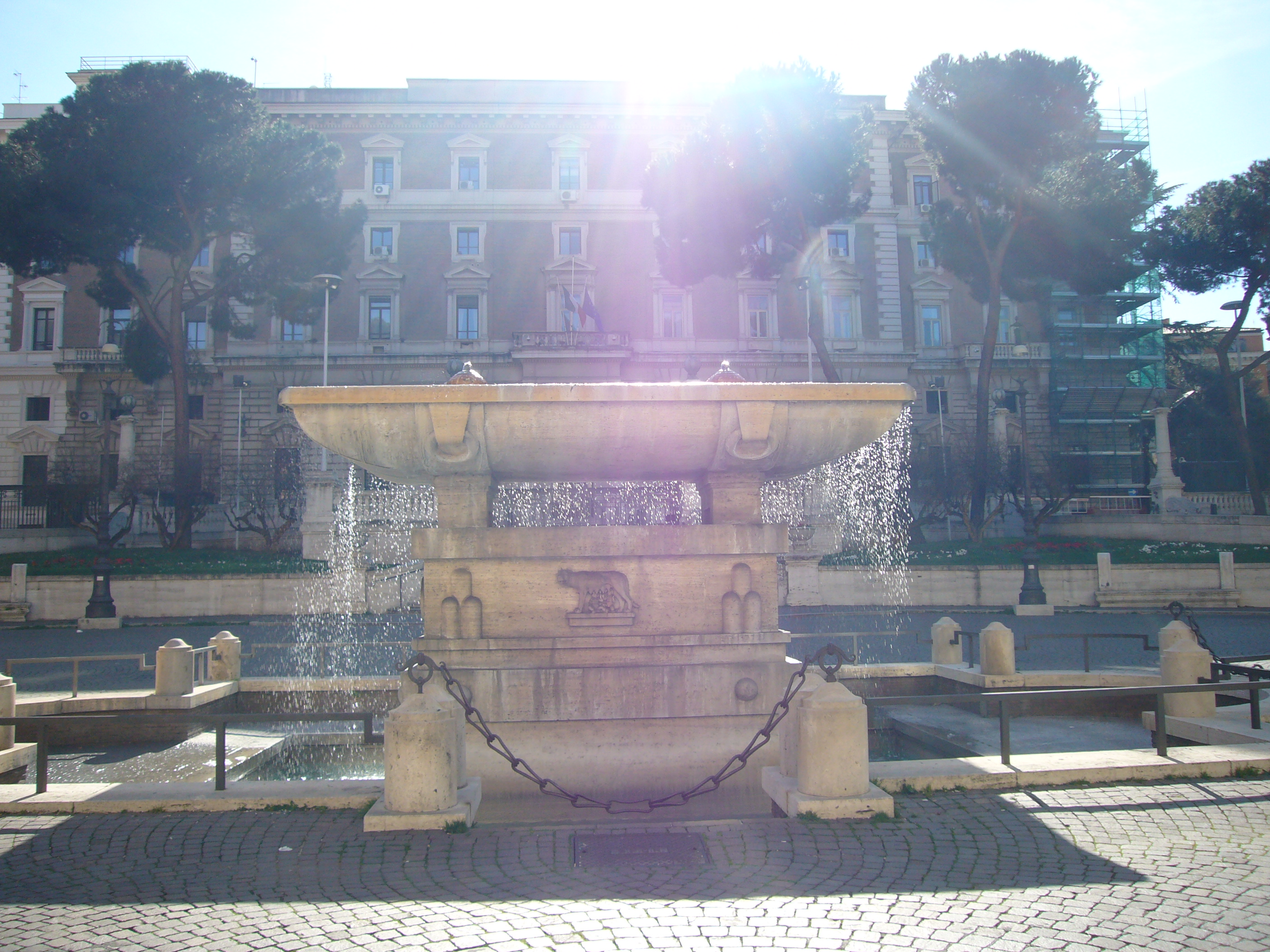
Fontänen på Piazza del Viminale.
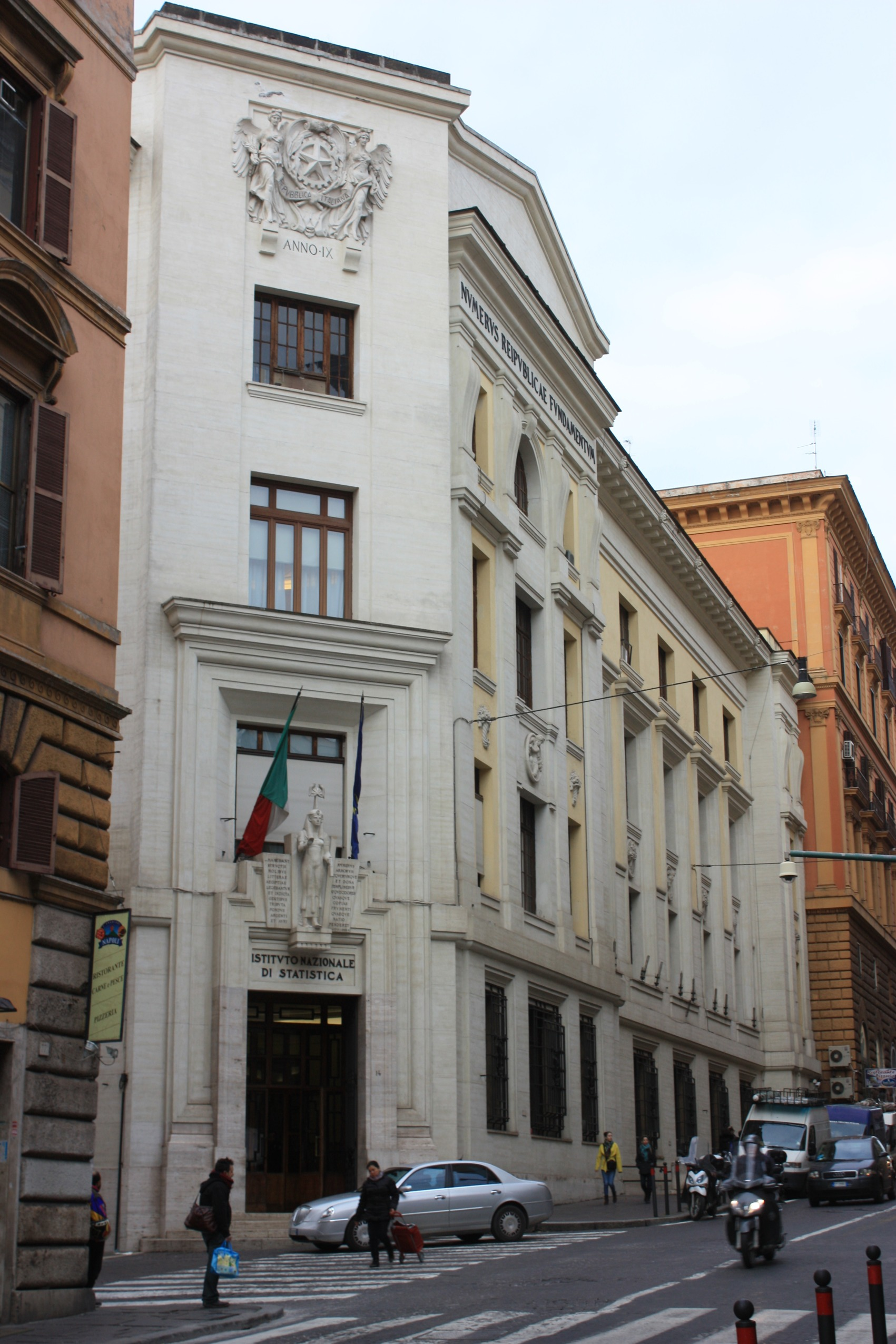
Istituto Nazionale di Statistica (ISTAT) i hörnet av Via Agostino Depretis och Via Cesare Balbo.